# Броненосні крейсери типу «Джузеппе Гарібальді»
Броненосні крейсери типу «Джузеппе Гарібальді» (італ. Classe Giuseppe Garibaldi) — серія броненосних крейсерів Королівських ВМС Італії кінця XIX століття. 7 кораблів серії були продані іншим країнам: Аргентині, Іспанії та Японії.

## Історія створення
Наприкінці XIX століття керівництво італійського флоту визнало неможливість конкурувати із Францією за кількістю потужних океанських кораблів. Тому головний конструктор флоту Бенедетто Брін розробив проект корабля, який поєднував характеристики крейсера та броненосця. Від крейсерів «Веттор Пізані» було взяте бронювання, від броненосців «Амміральйо ді Сан-Бон» — гармати великого калібру. Правда, через менші розміри корабля вдалось розмістити по одній 254-мм гарматі у носовій та кормовій баштах.
Розробка проекту просувалась швидко, і навесні 1893 року двом верфям «Ansaldo» та «Cantiere navale fratelli Orlando» було видане замовлення на побудову двох крейсерів, які отримали назви «Джузеппе Гарібальді» (італ. Giuseppe Garibaldi) та «Варезе» (італ. Varese).
Але у цей час Аргентина вирішила посилити свій флот. 14 липня 1895 року головний корабель серії був проданий Аргентині, де отримав назву «Гарібальді» (оскільки Джузеппе Гарібальді був національним героєм не тільки Італії, а й національно-визвольної боротьби у ряді країн Південної Америки).
У цей час в Італії розгорілась економічна криза, яку посилив програш у італо-ефіопській війні. Через брак фінансів ще недобудований «Варезе» 8 вересня 1896 року також був проданий Аргентині, де отримав назву «Сан-Мартін». Цей корабель мав відмінності в артилерії головного калібру: замість однієї 254-мм гармати у кожній башті були встановлені по дві 203-мм гармати, які мали більшу скорострільність.
Після цього італійці закладають два наступні кораблі серії, які знову отримали назви «Джузеппе Гарібальді» та «Варезе». В цей час Чилі на тлі загострення стосунків з Аргентиною намагається перекупити ці кораблі. Проте Італія не хоче псувати стосунки зі своїм надійним торговим партнером. Але у цей час Іспанія, на тлі війни за незалежність Куби (яка згодом переросла у іспансько-американську війну) купляє корабель ще без артилерії головного калібру, який отримав назву «Крістобаль Колон». Передбачалось озброєння корабля британськими 240-мм гарматами, але з початком війни крейсер, озброєний лише артилерією середнього калібру, вирушив на Кубу, де загинув у битві біля Сантьяго-де-Куба.
Іспанія планувала купити і другий корабель, який мав отримати назву «Педро де Арагон» (ісп. Pedro de Aragon), але не змогла цього зробити через брак коштів. Тому крейсер був проданий Аргентині, де отримав назву «Генерал Бельграно».
Через 2 місяці після закладення другого корабля «Джузеппе Гарібальді» був закладений третій корабель з цією ж назвою, але згодом він теж був придбаний Аргентиною, де отримав назву «Пуейрредон». Корабель мав відмінності в озброєнні та силовій установці.
У 1898 році були закладені наступні кораблі серії: «Джузеппе Гарібальді», «Варезе» та «Франческо Ферруччо». На цей час Італія вийшла з фінансової кризи, і змогла добудувати кораблі для власного флоту, без потреби продажу їх за кордон. Від попередників вони відрізнялись силовою установкою, яка мала трохи більшу потужність, та артилерійським озброєнням.
Аргентина замовила ще два кораблі, які були закладені у 1902 році. Але через брак коштів не змогла придбати їх, і кораблі були перекуплені Японією, яка готувалась до війни з Росією. У складі японського флоту вони отримали назви «Касуга» та «Ніссін».
У 1900 році ВМС Італії замовили ще 4 кораблі, які отримали назви «Амальфі» (італ. Amalfi), «Піза» (італ. Pisa), «Дженова» (італ. Genova) та «Венеція» (італ. Venezia), але у 1901 році їх будівництво було скасоване ще до закладення.

## Представники
| Назва                                    | Верф                                                | Закладений            | Спущений на воду      | Вступив у стрій       | Артилерійське озброєння              | Доля                                                                        |                       |
| ВМС Аргентини                            | ВМС Аргентини                                       | ВМС Аргентини         | ВМС Аргентини         | ВМС Аргентини         | ВМС Аргентини                        | ВМС Аргентини                                                               |                       |
| ---------------------------------------- | --------------------------------------------------- | --------------------- | --------------------- | --------------------- | ------------------------------------ | --------------------------------------------------------------------------- | --------------------- |
| «Гарібальді» Garibaldi                   | «Ansaldo», Генуя                                    | 1894 рік              | 27 травня 1895 року   | 12 жовтня 1896 року   | 2 × 254-мм; 10 × 152-мм; 6 × 120-мм  | зданий на злам 5 листопада 1936 року                                        |                       |
| «Генерал Бельграно» General Belgrano     | «Cantiere navale fratelli Orlando», Ліворно         | червень 1896 року     | 25 липня 1897 року    | 8 жовтня 1898 року    | 2 × 254-мм; 14 × 152-мм;             | виключений зі складу флоту 8 травня 1947 року проданий на злам у 1953 році  |                       |
| «Пуейрредон» Pueyrredón                  | «Ansaldo», Генуя                                    | серпень 1896 року     | 25 вересня 1897 року  | серпень 1898 року     | 2 × 254-мм; 10 × 152-мм; 6 × 120-мм  | виключений зі складу флоту 2 серпня 1954 року проданий на злам у 1957 році  |                       |
| «Сан-Мартін» San Martín                  | «Cantiere navale fratelli Orlando», Ліворно         | 1895 рік              | 25 травня 1896 року   | 25 квітня 1898 року   | 4 × 203-мм; 10 × 152-мм; 6 × 120-мм  | виключений зі складу флоту 18 грудня 1935 року проданий на злам у 1947 році |                       |
| ВМС Іспанії                              |                                                     |                       |                       |                       |                                      |                                                                             |                       |
| «Крістобаль Колон» Cristóbal Colón       | «Cantiere navale di Sestri Ponente», Сестрі-Потенте | 1895 рік              | 16 вересня 1896 року  | 16 травня 1897 року   | 10 × 152-мм; 6 × 120-мм              | потоплений 3 липня 1898 року                                                |                       |
| «Педро де Арагон» Pedro de Aragon        | будівництво скасоване                               | будівництво скасоване | будівництво скасоване | будівництво скасоване | будівництво скасоване                | будівництво скасоване                                                       | будівництво скасоване |
| ВМС Італії                               |                                                     |                       |                       |                       |                                      |                                                                             |                       |
| «Джузеппе Гарібальді» Giuseppe Garibaldi | «Ansaldo», Генуя                                    | 18 червня 1898 року   | 29 червня 1899 року   | 1 січня 1901 року     | 1 × 254-мм; 2 × 203-мм; 14 × 152-мм  | потоплений 18 липня 1915 року                                               |                       |
| «Франческо Ферруччо» Francesco Ferruccio | «Арсенал флоту», Венеція                            | 18 серпня 1898 року   | 23 квітня 1902 року   | 1 жовтня 1905 року    | 1 × 254-мм; 2 × 203-мм; 14 × 152-мм; | проданий на злам 1 квітня 1930 року                                         |                       |
| «Варезе» Varese                          | «Cantiere navale fratelli Orlando», Ліворно         | 21 квітня 1898 року   | 6 серпня 1899 року    | 5 квітня 1901 року    | 1 × 254-мм; 2 × 203-мм; 14 × 152-мм; | проданий на злам 4 січня 1923 року                                          |                       |
| «Амальфі» Amalfi                         | будівництво скасоване                               | будівництво скасоване | будівництво скасоване | будівництво скасоване | будівництво скасоване                | будівництво скасоване                                                       | будівництво скасоване |
| «Піза» Pisa                              | будівництво скасоване                               | будівництво скасоване | будівництво скасоване | будівництво скасоване | будівництво скасоване                | будівництво скасоване                                                       | будівництво скасоване |
| «Дженова» Genova                         | будівництво скасоване                               | будівництво скасоване | будівництво скасоване | будівництво скасоване | будівництво скасоване                | будівництво скасоване                                                       | будівництво скасоване |
| «Венеція» Venezia                        | будівництво скасоване                               | будівництво скасоване | будівництво скасоване | будівництво скасоване | будівництво скасоване                | будівництво скасоване                                                       | будівництво скасоване |
| ВМС Японії                               |                                                     |                       |                       |                       |                                      |                                                                             |                       |
| «Касуга» 春日                            | «Ansaldo», Генуя                                    | 10 березня 1902 року  | 22 жовтня 1902 року   | 4 січня 1904 року     | 1 × 254-мм; 2 × 203-мм; 14 × 152-мм; | потоплений 18 липня 1945 року піднятий та розібраний на метал у 1948 році   |                       |
| «Ніссін» 日進                            | «Ansaldo», Генуя                                    | 29 березня 1902 року  | 9 лютого 1903 року    | 7 січня 1904 року     | 4 × 203-мм; 14 × 152-мм;             | потоплений як мішень у 1936 році                                            |                       |

## Конструкція

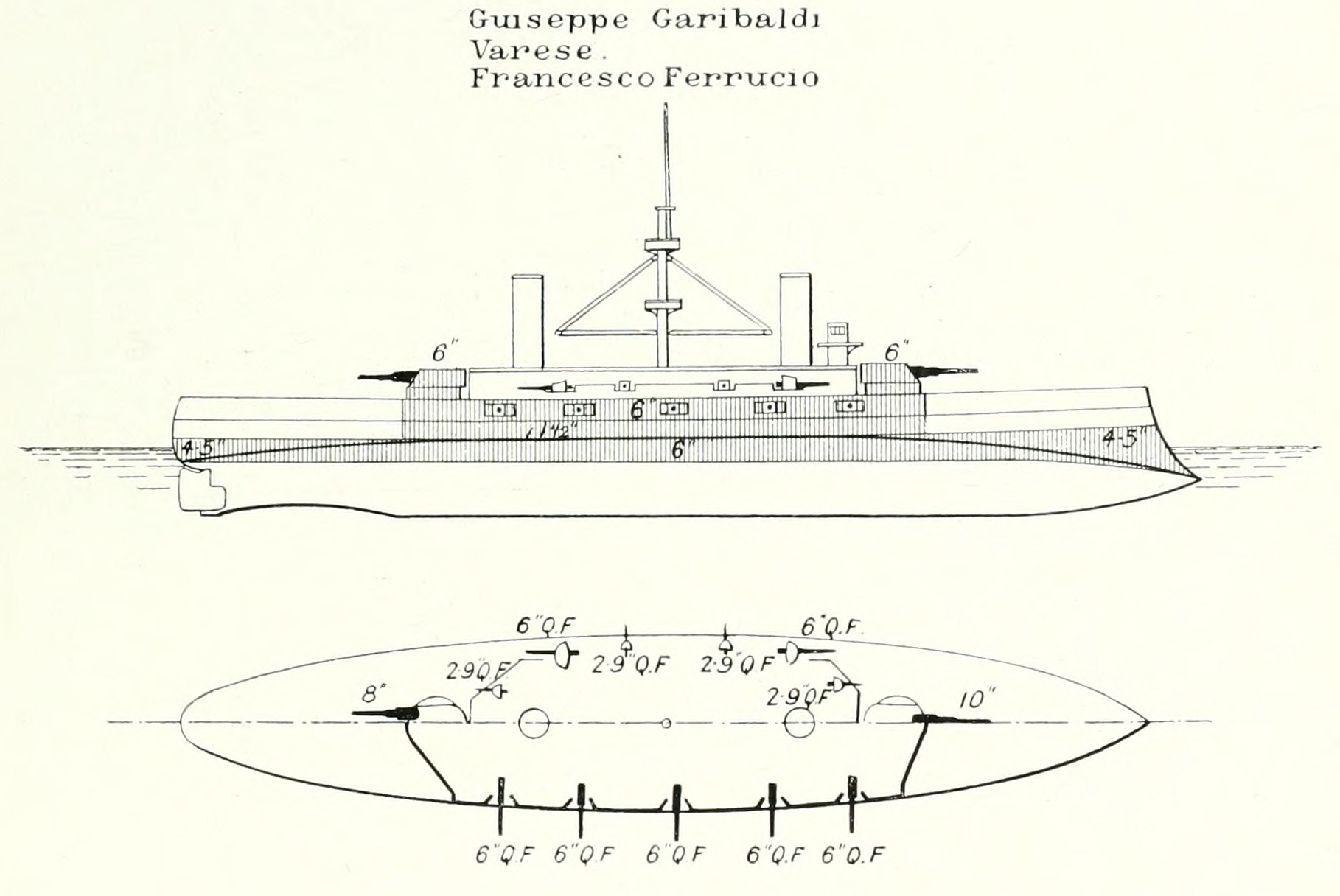
Схема крейсера

### Корпус та бронювання
Корпус крейсерів типу «Джузеппе Гарібальді» поєднував характеристики крейсерів та броненосців. Для збереження остійності корабля, озброєного гарматами головного калібру, характерними для броненосців, був зрізаний напівбак та напів'ют. Корпус став гладкопалубний, з цитаделлю посередині та таранним форштевенем. Силует корабля був симетричним із широко рознесеними димовими трубами та однією щоглою посередині. На думку конструкторів, це утруднювало ворожим спостерігачам визначення курсу корабля.
Бронювання кораблів було серйозне. Броньовий пояс мав товщину 152 мм (закінчення — 80 мм) та покривав 65 % бортів. Каземат був броньований 152-мм плитами, його траверзи мали 120-мм броню, перебірки — 51 мм. Броня башт головного калібру становила 120—140 мм, 152-мм гармат — 30 мм, барбети — 102—120 мм. Верхня палуба мала товщину броні 40 мм над казематом, решта — 22-37 мм.

### Силова установка
Силова установка складалась з 2 парових машин, для яких виробляли пару 21 котел Ніклосса. На «Варезе» були встановлені 24 котли Бельвіля.
Потужність силової установки становила 13 000 — 13 500 к.с. Але досягнути проектної швидкості у 20 вузлів вдавалось лише на випробуваннях, протягом нетривалого періоду, а також завдяки спеціальним умовам випробувань: недовантаженню корабля, та понадпроектному форсуванню потужності машин. Протягом всієї служби кораблі з повним навантаженням розвивали швидкість 18-19 вузлів.
Це було недостатньо, оскільки імовірні супротивники Італії вже проектували броненосці, які мали більшу швидкість.

### Озброєння
Озброєння головного калібру першого корабля, «Гарібальді», складалось з двох 254-мм гармат, розміщених у носовій та кормовій баштах відповідно. На крейсері «Сан-Мартін» були встановлені по дві 203-мм гармати у кожній башті.
На «Крістобаль Колон» планувалось встановити дві 240-мм британські гармати, але зробити цього не встигли.
На «Пуейрредон» встановили дві 254-мм гармати.
На італійських крейсерах була встановлена одна 254-мм гармата у носовій башті та дві 203-мм гармати у кормовій. Італійці розглядали можливість встановлення 305-мм гармат у носовій башті, але це призвело би до суттєвого переобтяження корабля та знизило би й так не дуже хороші ходові якості.
Артилерія середнього калібру на перших кораблях складалась із десяти 152-мм гармат та шести 120-мм гармат. На італійських кораблях 120-мм гармати зняли, замість них додатково встановили ще чотири 152-мм гармати.
Протимінна артилерія малого калібру спочатку складалась з 10-12 57-мм гармат та такої ж кількості 37-мм гармат. На наступних кораблях встановлювались десять 76,2-мм скорострільних гармат та шість 47-мм гармат.
Крім того, крейсери були озброєні чотирма 450-мм торпедними апаратами.